# سیدی یحی
سیدی یحی یک منطقهٔ مسکونی در الجزایر است که در ناحیه بومرداس واقع شده‌است. سیدی یحی ۴٫۴ کیلومتر مربع مساحت دارد ۱۴۰ متر بالاتر از سطح دریا واقع شده‌است.